# Druhá vláda Donalda Trumpa
Druhá vláda Donalda Trumpa je úřadující vláda Spojených států amerických vedená Donaldem Trumpem, která nastoupila do úřadu 20. ledna 2025, kdy Donald Trump složil přísahu jako 47. americký prezident.

## Vláda
Všichni členové vlády jsou nominováni prezidentem a s výjimkou ředitele kanceláře Bílého domu a viceprezidenta musí být schváleni Senátem. Funkce viceprezidenta je výjimečná v tom, že se jedná o volenou funkci. Vláda zasedá v Cabinet Room, která přiléhá k Oválné pracovně.
Vzhledem k tomu, že Republikánská strana po volbách 2024 opět ovládla Senát, očekávalo se, že všichni Trumpovi kandidáti budou schváleni bez větších problémů. Někteří kandidáti se však setkali s kritikou ze strany několika republikánských senátorů.
Dne 12. listopadu 2024 zvolený prezident Trump oznámil, že Elon Musk a Vivek Ramaswamy společně povedou ministerstvo pro efektivitu vlády. Navzdory názvu se pravděpodobně nemělo jednat o ministerstvo, ale o součást kanceláře prezidenta či prezidentskou komisi spolupracující s Úřadem pro správu a rozpočet. V lednu 2025 se Ramaswamy funkce vzdal, aby mohl kandidovat na post guvernéra státu Ohio.
Zpravodajská média uvedla, že Trump obsazoval klíčové posty loajálními, nikoli zkušenými lidmi, a že vláda byla vytvořena osobami s protichůdnými názory a „eklektickými osobnostmi“. Vláda bývá popisována jako nejbohatší v novodobé historii, neboť je tvořena více než 13 miliardáři.
| Druhá vláda Donalda Trumpa             | Druhá vláda Donalda Trumpa | Druhá vláda Donalda Trumpa | Druhá vláda Donalda Trumpa |
| Úřad                                   | Člen vlády                 | Nominován do úřadu         | Nástup do úřadu            |
| -------------------------------------- | -------------------------- | -------------------------- | -------------------------- |
| Viceprezident                          | J. D. Vance                | 15. července 2024          | 20. ledna 2025             |
| Ministr zahraničních věcí              | Marco Rubio                | 12. listopadu 2024         | 21. ledna 2025             |
| Ministr financí                        | Scott Bessent              | 22. listopadu 2024         | 28. ledna 2025             |
| Ministr obrany                         | Pete Hegseth               | 12. listopadu 2024         | 25. ledna 2025             |
| Ministryně spravedlnosti               | Pam Bondiová               | 21. listopadu 2024         | 5. února 2025              |
| Ministr vnitra                         | Doug Burgum                | 14. listopadu 2024         | 1. února 2025              |
| Ministryně zemědělství                 | Brooke Rollinsová          | 23. listopadu 2024         | 13. února 2025             |
| Ministr obchodu                        | Howard Lutnick             | 19. listopadu 2024         | 21. února 2025             |
| Ministryně práce                       | Lori Chavez-DeRemerová     | 22. listopadu 2024         | bude oznámeno              |
| Ministr zdravotnictví a sociální péče  | Robert F. Kennedy Jr.      | 14. listopadu 2024         | 13. února 2025             |
| Ministr bytové výstavby a rozvoje měst | Scott Turner               | 22. listopadu 2024         | 5. února 2025              |
| Ministr dopravy                        | Sean Duffy                 | 18. listopadu 2024         | 28. ledna 2025             |
| Ministr energetiky                     | Chris Wright               | 16. listopadu 2024         | 4. února 2025              |
| Ministryně školství                    | Linda McMahonová           | 19. listopadu 2024         | bude oznámeno              |
| Ministr pro záležitosti veteránů       | Doug Collins               | 14. listopadu 2024         | 5. února 2025              |
| Ministryně vnitřní bezpečnosti         | Kristi Noemová             | 12. listopadu 2024         | 25. ledna 2025             |

### Členové administrativy na úrovní vlády
| Členové administrativy na úrovni vlády           | Členové administrativy na úrovni vlády | Členové administrativy na úrovni vlády |                 |
| Úřad                                             | Člen na úrovni vlády                   | Nominován do úřadu                     | Nástup do úřadu |
| ------------------------------------------------ | -------------------------------------- | -------------------------------------- | --------------- |
| Ředitel Agentury pro ochranu životního prostředí | Lee Zeldin                             | 11. listopadu 2024                     | 29. ledna 2025  |
| Ředitel Úřadu pro správu a rozpočet              | Russell Vought                         | 22. listopadu 2024                     | 7. února 2025   |
| Ředitelka tajných služeb                         | Tulsi Gabbardová                       | 13. listopadu 2024                     | 12. února 2025  |
| Ředitel Ústřední zpravodajské služby             | John Ratcliffe                         | 12. listopadu 2024                     | 23. ledna 2025  |
| Vládní zmocněnec pro obchod                      | Jamieson Greer                         | 26. listopadu 2024                     | bude oznámeno   |
| Velvyslankyně při OSN                            | Elise Stefaniková                      | 10. listopadu 2024                     | bude oznámeno   |
| Ředitelka Úřadu pro drobné podnikání             | Kelly Loefflerová                      | 4. listopadu 2024                      | 20. února 2025  |
| Ředitelka kanceláře Bílého domu                  | Susie Wilesová                         | 7. listopadu 2024                      | 20. ledna 2025  |